# A Província do Pará
A Província do Pará é um jornal brasileiro de publicação quinzenal que circula na cidade brasileira de Belém, capital do estado do Pará. Foi fundado em 1876 pelo médico e jornalista Joaquim José de Assis, e atualmente pertence ao Grupo Marajoara, de propriedade do radialista e empresário Carlos Santos. Complementar à sua circulação, o periódico possui também um portal de notícias homônimo com atualização diária.

## História
Fundado em 25 de março de 1876 por Joaquim José de Assis (criador, entre outras publicações, do periódico maçom O Pelicano e do periódico republicano O Futuro, ambos em 1872), circulou como jornal diário por 125 anos. Durante o ciclo da borracha, pertenceu ao então intendente de Belém Antônio Lemos.
A partir de 1947, passou a integrar os Diários Associados, pertencente ao empresário Assis Chateaubriand, que já controlava na época o periódico A Vanguarda, e posteriormente, também criou a Rádio Marajoara e a TV Marajoara. Com a insolvência do grupo, causada pela corrupção financeira dos condôminos que sucederam Chateaubriand após a sua morte em 1968, o jornal acabaria sendo o último ativo remanescente dos Diários Associados no Pará, sendo vendido em 1997, para o editor gráfico Gêngis Freire, dono da Editora Cejup. Foi novamente vendido em 2001 para Miguel Barlete Arraes, quando deixou de circular, época em que alcançava sua menor tiragem em comparação aos concorrentes O Liberal e Diário do Pará.
Após 16 anos fora de circulação, o jornal foi relançado em 11 de agosto de 2018, em versão impressa e digital, pelo Grupo Marajoara, pertencente ao empresário e radialista Carlos Santos. Santos tentava adquirir o título do jornal desde 2010, e tinha como objetivo pessoal o relançamento do mesmo em homenagem ao seu avô, Carlos Carneiro dos Santos, que havia sido funcionário do jornal. Diferente da versão standard que circulou até 2001, o jornal foi relançado em formato tabloide, e sua publicação passou a ser quinzenal, e não mais diária. Além disso mantém um site com o noticiário local, Nacional e internacional sendo atualizado ao longo do dia.

## Prêmios
O jornal foi veículo de reportagens que receberam o Prêmio ExxonMobil de Jornalismoː
- 1995: Esso Regional Norte, concedido a Ullisses Campbell, pela obra "O submundo da prostituição";
- 1997: Esso Regional Norte, concedido a Ullisses Campbell, pela obra "A máfia da terra";
- 1998: Esso Regional Norte, concedido a Ullisses Campbell, pela obra "Fogo no caminho das crianças de Paragominas".